# Tillières
Tillières korábbi község Franciaország Loire mente régiójában, Maine-et-Loire megyében. 2015. december 15-én kilenc másik korábbi községgel egyesült és Sèvremoine új község része lett.
Lakosainak száma 1813 fő (2018. január 1.). Tillières Mouzillon, La Regrippière, Vallet, Gesté, Saint-Crespin-sur-Moine és Saint-Germain-sur-Moine községekkel határos.

## Népesség
A település népessége az elmúlt években az alábbi módon változott:
| Lakosok száma | 1315 | 1311 | 1234 | 1257 | 1268 | 1739 | 1745 | 1769 | 1867 | 1813 |
|               | 1962 | 1968 | 1982 | 1990 | 1999 | 2008 | 2011 | 2013 | 2017 | 2018 |